# فتح مصر توسط ساسانیان
خسرو پرویز به سردار خود شهربراز دستور داد با لشکری برای فتح مصر برود.
شهربراز پس از فتح اورشلیم و گذر از صحرای سینا به مصر قدم گذاشت و در سال ۶۱۶ میلادی اسکندریه را با سختی‌های بسیار تصرف کرد، پس از آن ارتش ایران در مصر دو قسمت شد و از دو سو یکی به غرب و یکی به جنوب حرکت در آمد و وسعت خاک ایران را از غرب به لیبی و از جنوب به شمال سودان رسانید. این پیروزی برای ساسانیان تأثیر شگرفی برجای گذاشت، زیرا مصر از چندین قرن پیش از تصرف ایران خارج شده بود و شاهان ساسانی همواره میل داشتند مرزهای کشور را به حدود هخامنشیان برسانند.
گفته شده در دوران همین فتوحات ترکان در مرزهای شمال شرقی به سختی در هم کوبیده شدند. شاهرگ‌های اقتصادی و تجارتی شام در دست ایرانیان بودند، مصر هم که گندم متصرفاتش را تأمین می‌کرد به تصرف ایرانیان در آمده بود. مستعمرات یهودی‌نشین اورشلیم که کمک کوروش را فراموش نکرده بودند از فتح ایرانیان بسیار خرسند بودند. همچنین مردم شام و مناطق شرقی آسیای صغیر.

## حمله به مصر
شهربراز با گذر از صحرای سینا، راهی مصر شد و در سال ۶۱۹ م. اسکندریه، شهر تجاری نامی آن روزگاران را تصرف کرد. با وجود این، جزئیات وقایع دانسته نیست، و ما نمی‌دانیم که هراکلیوس واقعاً چقدر برای دفاع از مصر در برابر نیروهای مهاجم تلاش کرده‌است. پسرعموی او، نیکتاس، حاکم آن ناحیه بود و از اسکندریه به عنوان مقر فرماندهی خود استفاده می‌کرد. فتح مصر هم تأثیر عجیبی در دنیای آن روز به جا گذاشت؛ ایرانیان از زمان داریوش سوم هخامنشی کنترل بر مصر را از دست داده بودند و طی این چند قرن مصر برای ایرانیان سرزمینی تقریباً بکر و بیگانه جلوه می‌کرد. برخی از مورخان معاصر می‌گویند شاهان ساسانی و از جمله خسرو پرویز، که خود را وارثان امپراتوری هخامنشی می‌دانستند و به آن مباهات می‌کردند، همواره درصدد بودند که حدود قلمروشان را به مرزهای زمان هخامنشیان برسانند. سپاه ایران کلید فتح اسکندریه را به نشانهٔ تصرف مصر نزد خسرو فرستاد و با سرعتی خارق‌العاده حتی تا حدود سرزمین‌های حبشه و لیبی هم پیش رفت و بدین‌سان خاطرهٔ پیروزی‌های افتخارآمیز هخامنشیان در آفریقا را زنده کرد.
این شکست گیج‌کننده، ضربهٔ سخت و مهلکی برای بیزانسی‌ها بود؛ چرا که مصر حکم انبار غلهٔ بیزانس را داشت و چشم حکمرانان بیزانسی برای تأمین مایحتاج غله و گندم‌شان به این سرزمین دوخته بود. علاوه بر این، شاهرگ‌های حیاتی اقتصادی و تجاری شام هم‌اکنون در دست ایرانیان بودند. مستعمرات یهودی‌نشین اورشلیم که کمک کوروش به قوم یهود را فراموش نکرده بودند، از کامیابی‌های پی‌درپی ایرانیان بسیار خرسند بودند. مونوفیزیت‌های اسکندریه هم که از مرتد خوانده‌شدنشان توسط کلیسای رسمی بیزانس طی شورای کالسدون ناراحت بودند، اشتیاقی به نظامیان بیزانسی نداشتند و نیروهای ایرانی را به آنها ترجیح می‌دادند.